# 재떨이

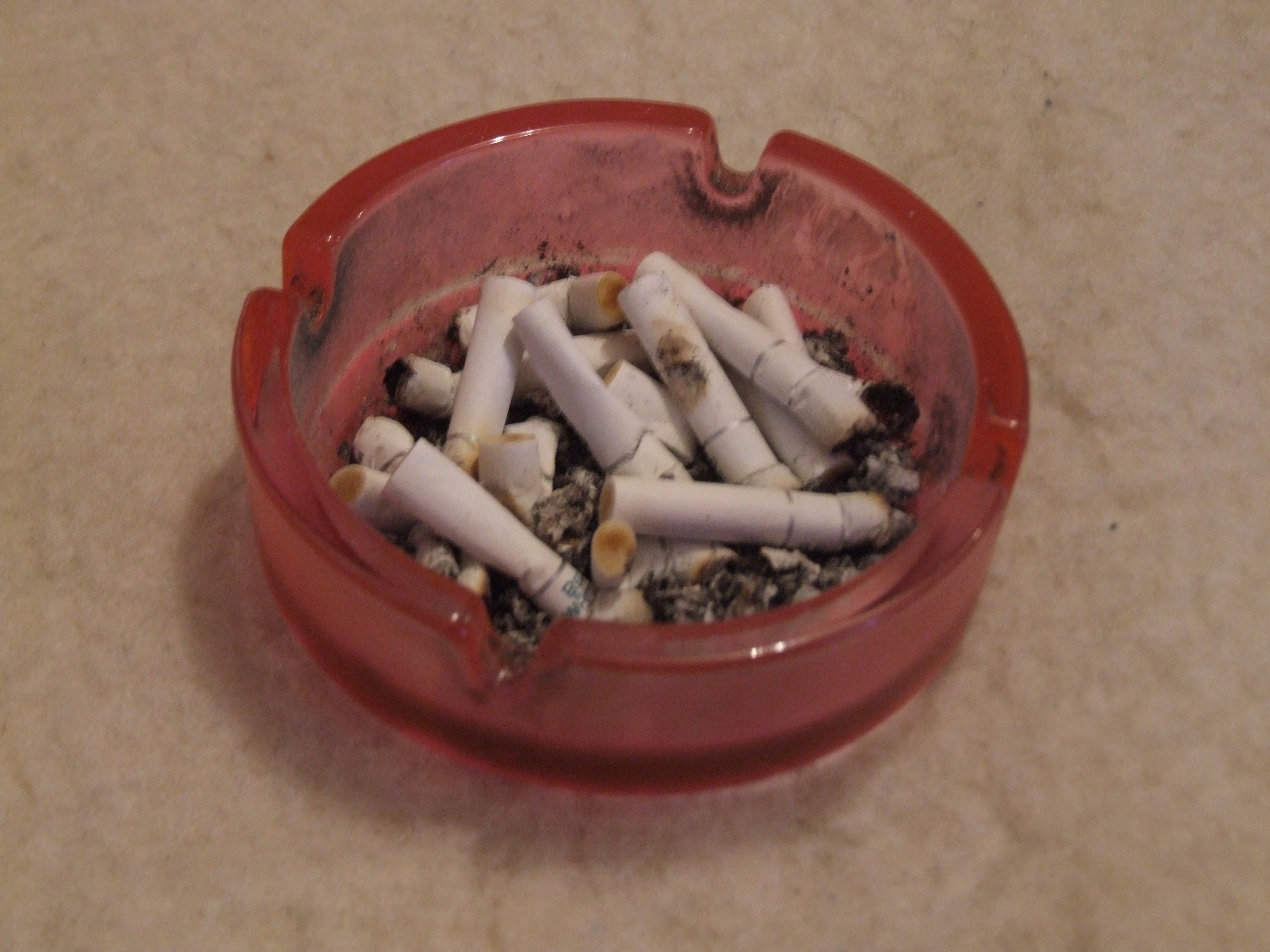
재떨이

통조림 재떨이

재떨이는 담뱃재를 떨어 담기 위한 그릇이다. 유리, 자기, 금속 등 여러 재질로 만든다. 음식점이나 술집등에서는 휴지에 물을 적셔 내놓기도 하는데, 이는 물기로 담배 꽁초의 불을 꺼뜨리고 담배진으로 인한 용기를 더럽히지 않으면서 교체를 쉽게 하기 위해서이다. 화장실,자동차 내부를 비롯한 공공장소에 흡연자를 위해 마련되어 있는 경우가 있다.

## 같이 보기
- 흡연